# Jacques Vielliard
Pour les articles homonymes, voir Vielliard.
Jacques Marie Edme Vielliard est un ornithologue français né à Paris le 22 août 1944 et mort de la malaria le 9 août 2010 à Belém au Brésil,. Il est le réalisateur d'une importante quantité d'enregistrements d'oiseaux.
Il est notamment l'auteur de travaux sur le Bécasseau variable mais aussi le descripteur de la dernière espèce d'oiseaux décrite du Paléarctique, la Sittelle kabyle (Sitta ledanti).
L'amphibien Proceratophrys vielliardi est nommé en son honneur,.